# Palmodes occitanicus
Palmodes occitanicus är en biart som först beskrevs av Lepeletier de Saint Fargeau och Jean Guillaume Audinet Serville 1828.  Palmodes occitanicus ingår i släktet Palmodes och familjen grävsteklar.

## Underarter
Arten delas in i följande underarter:
- P. o. australis
- P. o. barbarus
- P. o. cyrenaicus
- P. o. gaetulus
- P. o. ibericus
- P. o. occitanicus
- P. o. perplexus
- P. o. puncticollis
- P. o. syriacus